# Kai Hafemeister
Kai Hafemeister (* 1972 in Ost-Berlin) ist ein deutscher Drehbuchautor.

## Leben und Wirken
Hafemeister studierte Germanistik und Philosophie, nach seinem Studium fand er den Weg zum Theater und fing Mitte der 1990er Jahre als freier Drehbuchautor und Dramaturg an zu arbeiten. Im Jahr 1998 gründete er Cyclops Eye, eine Firma, die Drehbücher für Film und Fernsehen entwickelt. Für sein Drehbuch zu Unschuld gewann Hafemeister 2005 beim Internationalen Filmfest Emden-Norderney den Drehbuchpreis, 2008 wurde es von Andreas Morell verfilmt.
2013 wurde George veröffentlicht, Götz George spielt darin die Rolle seines Vaters während der NS-Zeit, Hafemeister lieferte, gemeinsam mit dem Regisseur Joachim Lang, das Drehbuch für den Film. Ebenfalls 2013, beim Filmfest Hamburg, feierte Banklady Premiere, Hafemeister schrieb auch hierfür das Drehbuch nach dem Leben der Bankräuberin Gisela Werler. 2019 war er, unter dem Headautor Jan Berger am Writersroom für die Netflix-Original-Serie Wir sind die Welle beteiligt.

## Veröffentlichungen (Auswahl)

### Filmografie
- 2008: Unschuld
- 2010: Tatort: Borowski und eine Frage des Geschmacks (Fernsehreihe)
- 2013: George
- 2013: Banklady
- 2013: Der Wagner-Clan. Eine Familiengeschichte
- 2014: Alles muss raus – Eine Familie rechnet ab (Fernsehmehrteiler)
- 2017: Zwischen Himmel und Hölle (Fernsehmehrteiler)
- 2017: Der Barcelona-Krimi (Fernsehreihe, Folge 1)
- 2019: Wir sind die Welle (Fernsehserie, vier Folgen)

### Hörspiele
- 2006: James Graham Ballard: Hochhaus (3 Teile) Bearbeitung (Wort); Sprecher: Zurückgelassener Man – Regie: Paul Plamper (Hörspielbearbeitung, Science-Fiction-Hörspiel – WDR)[1].

## Auszeichnungen (Auswahl)
Internationales Filmfest Emden-Norderney 2005
- Preisträger in der Kategorie Drehbuch für Unschuld[2]

Grimme-Preis 2020
- Nominierung in der Kategorie Fiktion für Wir sind die Welle[3]